# Клочки (деревня, Дзержинский район)
Клочки́ (бел. Клачкі) — деревня в Негорельском сельсовете Дзержинского района Минской области Беларуси. Клочки расположены в 13 километрах на юго-запад от Дзержинска, в 3 километрах от железнодорожной станции Негорелое на линии Минск—Барановичи и в 50 километрах от Минска. Клочки расположены на высоте 180 метров над уровнем моря.

## История
Известна со времён Великого княжества Литовского со 2-й половины XVI века. В 1588 году окрестная земля принадлежала боярам Мельку и Михаилу Клочковым, именем которых и названа деревня. После второго раздела Речи Посполитой (1793 год) в составе Российской империи. В 1800 году в деревне 10 дворов и 52 жителя. Деревня находилась в составе имения Койданово, во владении Радзивиллов в Минском повете.
В середине XIX века — в составе имения Негорелое, которое принадлежало помещику И. Абломовичу. В 1870 году, Клочки в составе Клочковской сельской общины, центром которой и являлись, тогда в деревне были 48 ревизских душ. В конце XIX — начале XX века Клочки в составе Койдановской волости Минского уезда Минской губернии. В 1897 году тут насчитывалось 17 дворов, проживал 141 житель. В 1917 году в Клочках 41 двор и 253 жителя.
С 9 марта 1918 года в составе провозглашённой Белорусской Народной Республики, однако фактически находилась под контролем германской военной администрации. С 1 января 1919 года в составе Советской Социалистической Республики Белоруссия, а с 27 февраля того же года в составе Литовско-Белорусской ССР, летом 1919 года деревня была занята польскими войсками, после подписания рижского мира — в составе Белорусской ССР.
С 20 августа 1924 года в составе Негорельского сельсовета (в 1932—1936 годах — национальном польском сельсовете) Койдановского (затем Дзержинского) района Минского округа. С 1937 по 1939 год в составе Минского района, после — вновь в Дзержинском районе Минской области. В 1926 году в Клочках 71 хозяйство и 259 жителей. Во время коллективизации был организован колхоз имени Калинина, который обслуживала Негорельская машинно-тракторная станция. В деревне работала мастерская. В Великую Отечественную войну, 28 июня 1941 года деревню захватили немецко-фашистские оккупанты, была освобождена советскими войсками 7 июля 1944 года. На фронтах войны погибли 22 жителя деревни.
В послевоенные годы деревня входила в состав колхоза «Красное Знамя». В 1991 году в деревне 68 хозяйств, 201 житель, имеется ферма, лесопилка, ремонтные мастерские. Деревня входит в состав сельскохозяйственного предприятия «Негорельское». 30 октября 2009 года деревня была передана из ликвидированного Негорельского поселкового совета в Негорельский сельсовет.

## Население
| Численность населения (по годам) | Численность населения (по годам) | Численность населения (по годам) | Численность населения (по годам) | Численность населения (по годам) | Численность населения (по годам) | Численность населения (по годам) |
| 1800                             | 1897                             | 1909                             | 1917                             | 1926                             | 1999                             | 2004                             |
| -------------------------------- | -------------------------------- | -------------------------------- | -------------------------------- | -------------------------------- | -------------------------------- | -------------------------------- |
| 52                               | ↗ 141                            | ↗ 249                            | ↗ 253                            | ↗ 259                            | ↘ 201                            | ↘ 145                            |
| 2010                             | 2017                             | 2018                             | 2020                             | 2022                             |                                  |                                  |
| ↘ 143                            | ↗ 147                            | → 147                            | ↗ 155                            | ↗ 159                            |                                  |                                  |

## Улицы
- Центральная улица (бел. Цэнтральная вуліца);
- Полевая улица (бел. Палявая вуліца);
- Широкая улица (бел. Шырокая вуліца);
- Садовая улица (бел. Садовая вуліца);
- Солнечная улица (бел. Сонечная вуліца);
- Центральный переулок (бел. Цэнтральны завулак)